# Chants de tourtereaux
Pour plus de détails, voir Fiche technique et Distribution.
Chants de tourtereaux (鴛鴦歌合戦, Oshidori utagassen) est un film japonais de Masahiro Makino sorti en 1939. C'est une comédie musicale. 

## Synopsis

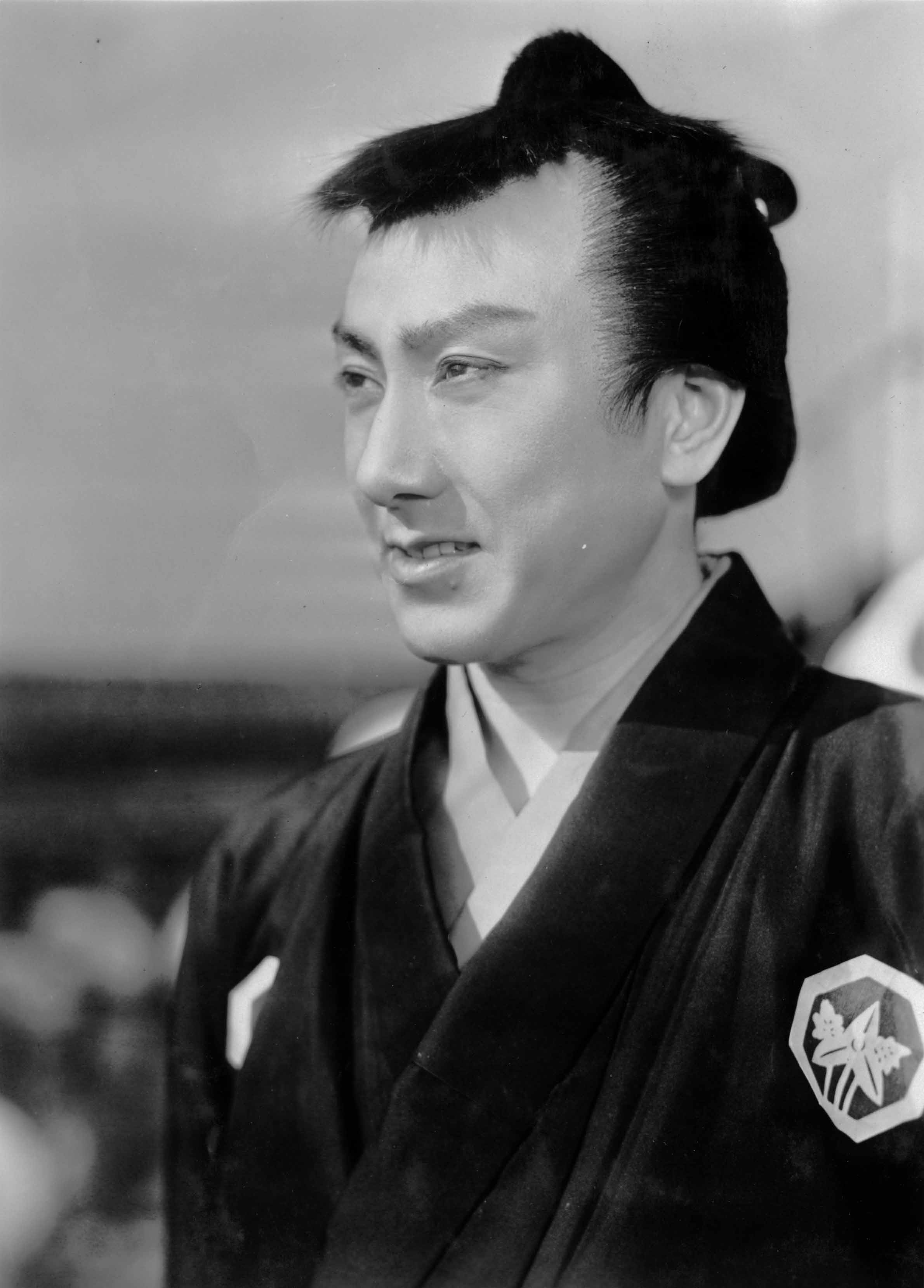
Chiezō Kataoka dans Chants de tourtereaux.

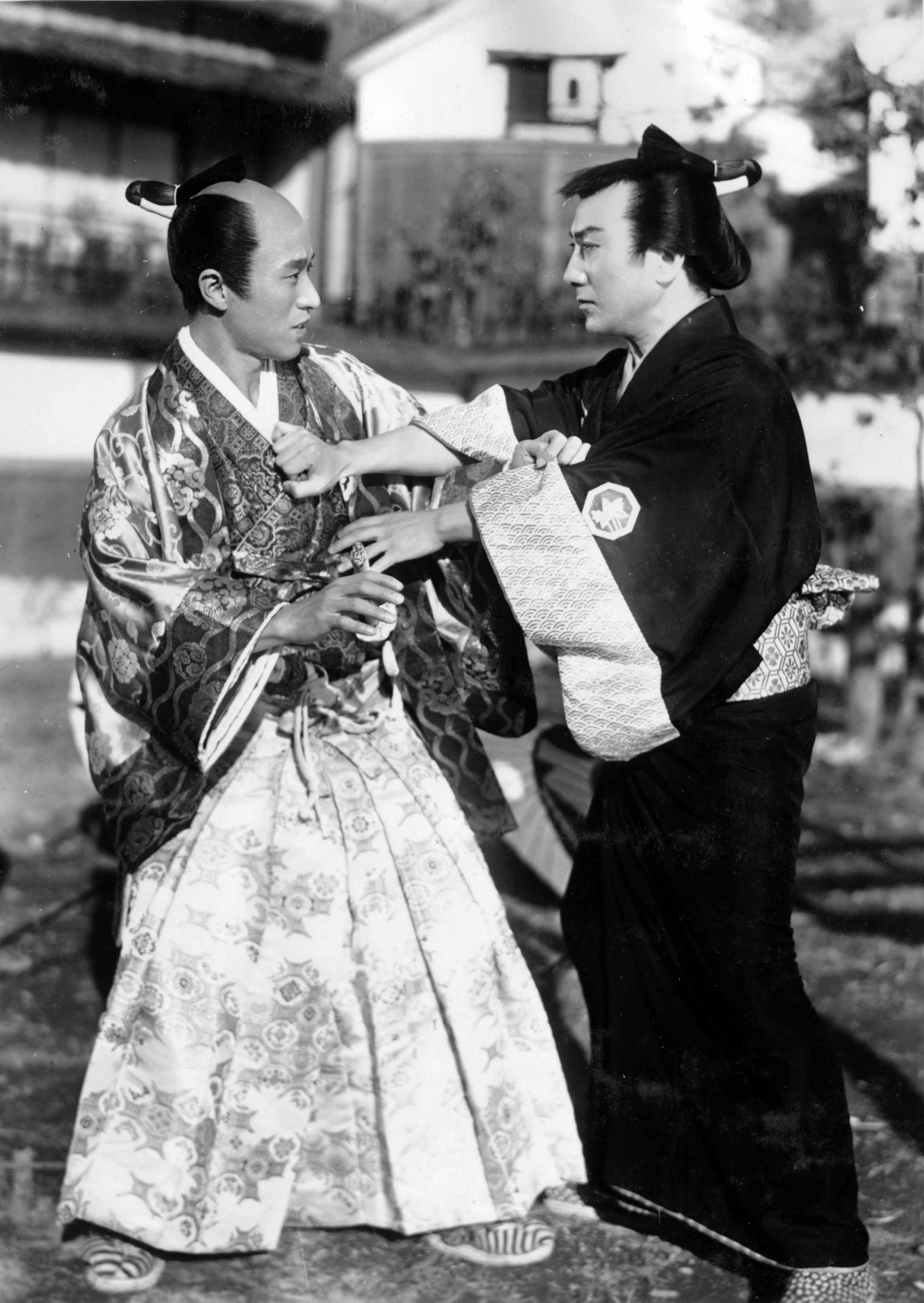
Dick Mine et Chiezō Kataoka dans Chants de tourtereaux.

Oharu est la fille de Kyōsai Shimura, un ancien rōnin qui gagne à présent sa vie en fabriquant des parapluies. Elle est amoureuse d'un autre rōnin, son voisin Reisaburō Asai, mais ce dernier est poursuivi par deux autres beautés de la ville, Otomi et Fujio. Pour rendre les choses encore plus difficiles pour Oharu, son père est obsédé par les antiquités et en achète même s'il a peu d'argent et même lorsque la plupart d'entre elles finissent par se révéler être des faux. Cependant, une erreur l'endette gravement auprès de Tanbanokami Minezawa, le seigneur local, et il va devoir vendre Oharu afin de le rembourser.

## Fiche technique
- Titre : Chants de tourtereaux[1]
- Titre original : 鴛鴦歌合戦 (Oshidori utagassen?)[2]
- Titre anglais : Singing Lovebirds
- Réalisation : Masahiro Makino
- Scénario : Kōji Edogawa
- Photographie : Akira Mimura
- Montage : Nobuo Miyamoto
- Musique : Tokujirō Ōkubo et Masao Yoneyama
- Décors : Shigekichi Hasegawa
- Sociétés de production : Nikkatsu
- Pays d'origine :  Empire du Japon
- Langue originale : japonais
- Format : noir et blanc — 1,37:1 — 35 mm — son mono
- Genre : film musical ; comédie musicale
- Durée : 69 minutes[3]
- Date de sortie : 
  - Empire du Japon : 14 décembre 1939[3]

## Distribution
- Chiezō Kataoka : Reisaburō Asai, un rōnin
- Takashi Shimura : Kyōsai Shimura
- Haruyo Ichikawa : Oharu, fille de Kyōsai
- Dick Mine : Tanbanokami Minezawa
- Tomiko Hattori : Otomi
- Fujiko Fukamizu : Fujio
- Ryōsuke Kagawa : Soshichi Kagawaya
- Mitsuru Tōyama : Man-emon Toyama
- Hidemichi Ishikawa : Matsusuke Matsuda
- Eizaburō Kusunoki : Sugiura

## Autour du film
Fidèle à sa réputation de travailleur rapide, Makino réalise le film en seulement deux semaines quand une ouverture se crée dans le programme de production d'un autre film,Yaji kita dōchūki, après que l'acteur vedette, Chiezō Kataoka, est empêché en raison d'une appendicite (les scènes de Kataoka dans Chants de tourtereaux sont tournées en à peine quelques heures). Le film est cependant devenu « le film musical japonais d'avant-guerre le plus fréquemment rediffusé », comportant des scènes de musiques allant du jazz au jōruri et des vedettes de musique populaire comme Dick Mine. Makino, qui a réalisé d'autres comédies musicales comme Hanako-san (1943), est connu pour son sens du rythme. Dans Chants de tourtereaux paraît également Takashi Shimura, surtout connu pour son rôle de chef des samouraïs dans Les Sept Samouraïs d'Akira Kurosawa, mais ici dans un rôle chantant.